# Орулиха
Орулиха (Уралиха) — река Свердловской области (бывшего Верхотурского уезда Пермской губернии), левый приток реки Баранчи. Длина около 5 км. Вблизи верховья реки на железнодорожной ветке Нижний Тагил — Баранчинский — Гороблагодатская находится посёлок Орулиха. Устье находится в 12 км южнее посёлка Баранчинский (бывший Баранчинский завод). Протекает по лесу.
Река Орулиха известна тем, что на ней в конце августа 1824 году  к северу от Нижнего Тагила маркшейдером Волковым и мастеровым Андреевым было открыто первое платиновое месторождение в России. Вскоре на месторождении был открыт первый в Евразии платиновый прииск, названный в честь императора Александра I (посетил Урал в сентябре 1824 года) — Царёво-Александровским.